# 满江红属
满江红属（学名：Azolla）是槐叶苹科（原属满江红科）的一个属，现存七种真蕨类漂浮性水生植物，看起来并不像蕨类而更像浮萍。该属的植物在一些地区是入侵植物。
属名Azolla源于希腊语azo（使干燥）和ollyo（杀）的合成词，指本属植物容易被干旱环境影响而死亡。

## 种
该属的种包括：
- Azolla cariniana
- Azolla imbricata
- Azolla nilotica Decne. ex Mett.
- Azolla pinnata R.Br.
- Azolla cristata  Kaulf.
- Azolla filiculoides Lam.
- Azolla rubra R.Br.

此外还有一部分满江红属植物仅存在化石。

## 生态

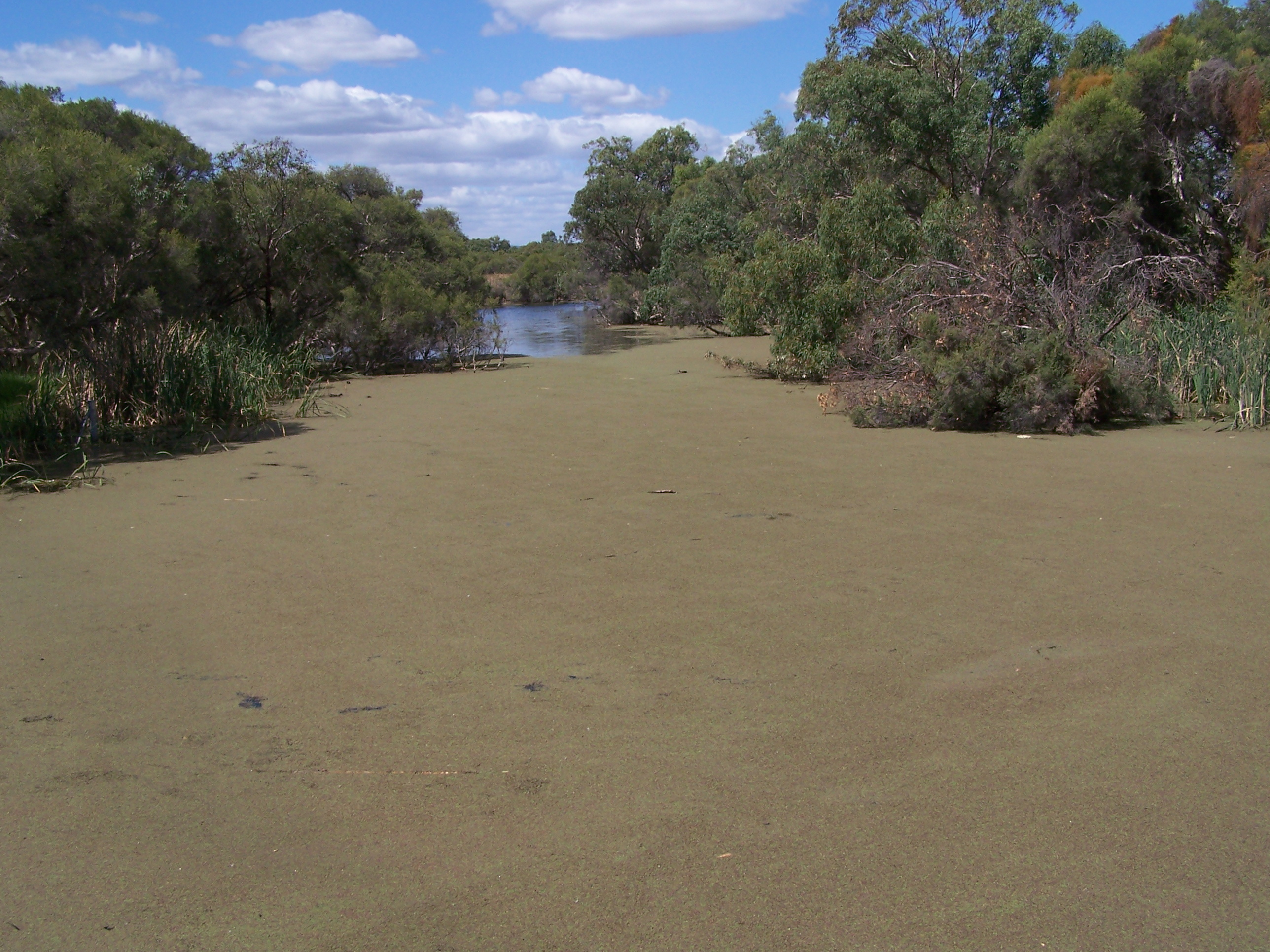
坎寧河上的满江红

满江红属植物繁殖速度极快，其生物量1.9天就能翻倍，鲜重每公顷达8至10吨，印度的羽叶满江红鲜重甚至能达到每公顷37.8吨。满江红通常叶子漂浮在水上，根则垂入水中。
满江红和固氮蓝细菌Anabaena azollae存在体外共生关系：蓝细菌为满江红提供氮素，满江红为蓝细菌提供糖分。固氮细菌会从一代满江红直接（“纵向”）传到下一代。固氮细菌在共生关系中失去了不少基因，所以不能离开满江红在野外生存。通常限制满江红生长的营养素是磷。如果水体获得了大量的磷（例如通过富营养化），那么满江红经常会爆发式地生长。

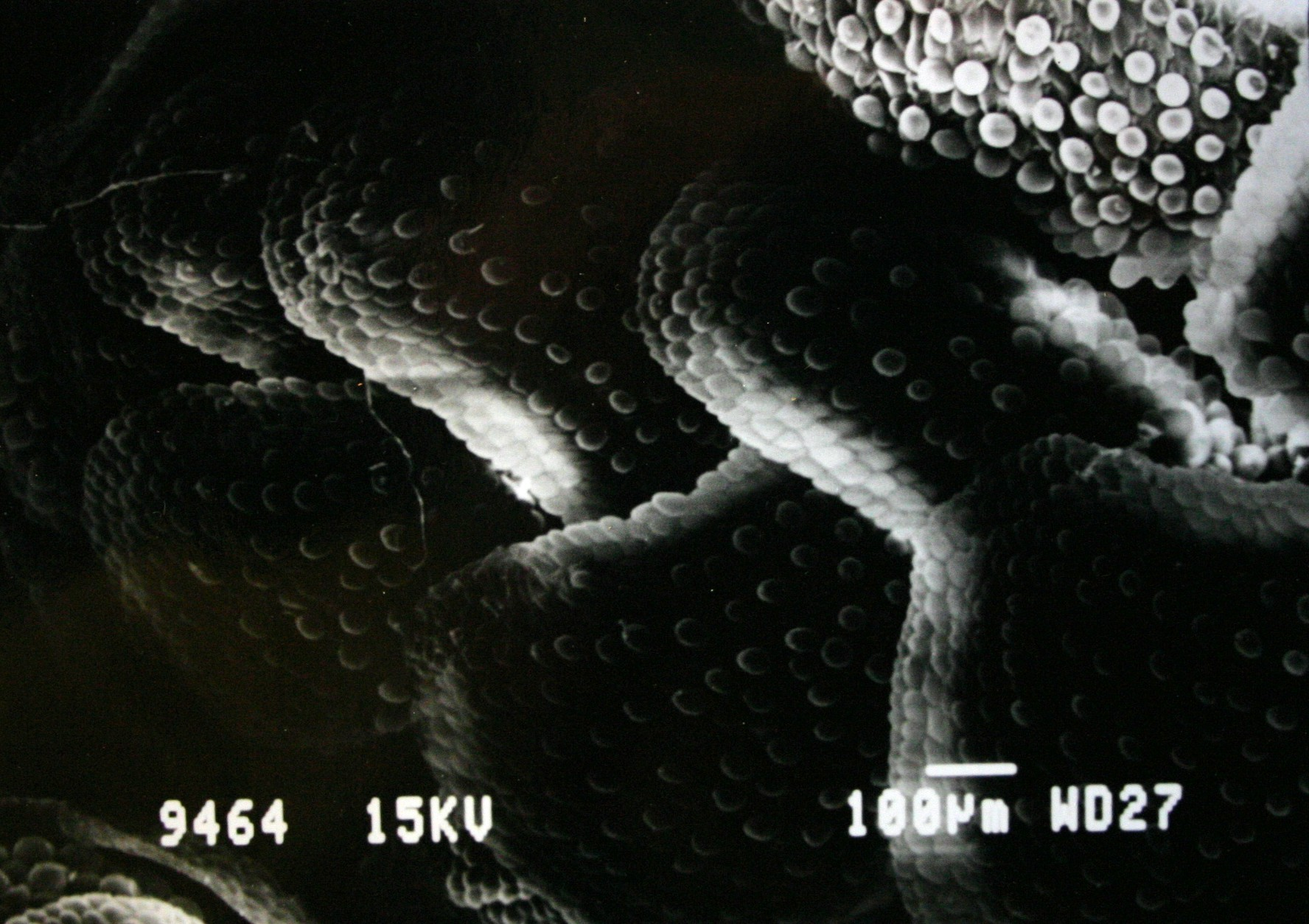
SEM image of Azolla surface

满江红在东南亚和东亚是传统的生物肥料。在中国，当春天稻田淹水时，农民会种上满江红，使其覆盖水面、抑制杂菜。当水退去后，满江红很快就会死去，留下的植物组织逐渐腐烂释放出大量氮肥：每公顷每年最多可以提供九吨蛋白质。